# مركب كبريت عضوي
مركبات الكبريت العضوية هي مركبات عضوية تحوي على الكبريت في بنيتها؛ وهي تصادف في عدد من المركبات الحيوية، كما هو الحال في الحمضين الأمينيين: السيستئين والميثيونين؛ كما تصنف أدوية البنيسلين والسلفوناميد من مركبات الكبريت العضوية.
توجد هذه المركبات أيضاً في النفط، وما يميزها هناك بشكل واضح هو الرائحة الكريهة المنفرة التي تمتلكها.

## أمثلة
| مركب كبريت عضوي | مركب كبريت عضوي           | مركب كبريت عضوي | مثال            | مثال                                        |
| الصيغة العامة   | المجموعة                  | عدد الأكسدة     | الصيغة البنيوية | الاسم                                       |
| --------------- | ------------------------- | --------------- | --------------- | ------------------------------------------- |
| R–SH            | ثيولات                    | −II             |                 | إيثانثيول                                   |
| Ar–SH           | ثيوفينولات                | −II             |                 | ثيوفينول                                    |
| R–S–R'          | كبريتيدات (أو: ثيوإيثرات) | −II             |                 | إيثيل ميثيل ثيوإيثر                         |
| R–S–S–R'        | ثنائي كبريتيد             | −I              |                 | 4،′4-ثنائي نترو ثنائي فينيل ثنائي الكبريتيد |
| R–SO–OH         | حمض السلفينيك             | +II             |                 | إيثيل حمض السلفينيك                         |
| R–SOO–OH        | حمض السلفونيك             | +IV             |                 | بروبيل حمض السلفونيك                        |
| R–SOO–X         | مشتقات حمض السلفونيك      | +IV             |                 | كلوريد سلفونيل البنزين                      |
| R–SO–R'         | سلفوكسيدات                | 0               |                 | ثنائي ميثيل السلفوكسيد                      |
| R–SOO–R'        | سلفونات                   | +II             |                 | ثنائي ميثيل السلفون                         |
| R–S–OH          | حمض السلفنيك              | 0               |                 | إيثيل حمض السلفنيك                          |
| R–O–SO3H        | كبريتات أحادية الألكيل    | +VI             |                 | كبريتات الإيثيل                             |
| R–O–SO2–O–R'    | كبريتات ثنائية الألكيل    | +VI             |                 | كبريتات ثنائي الميثيل                       |
| R2N–CS–NR'2     | مشتقات ثيواليوريا         | -II             |                 | ثيويوريا                                    |